# 彼咯
彼咯 是位于马来西亚柔佛州昔加末县的巫金，隶属于拉美士县议会。彼咯设有几个原住民定居点，如Kampung Kudong及Kampung Kemidak。此外，兴楼云冰国家公园的西入口和瀑布（Sungai Bantang Waterfall ）坐落於此。
在殖民地時期，彼咯曾是一個“黑區”，為馬共對抗英國政府的陣地之一。

## 名稱由來
彼咯的名稱由來最初源自客家話“Mukok”，意指“角落”。

## 地理
彼咯面積約785平方公里，是昔加末縣最大的巫金。

## 人口統計
根據馬來西亞統計局2010年人口普查，彼咯的人口詳情如下：
| 彼咯族群, 2010       | 彼咯族群, 2010 | 彼咯族群, 2010 |
| 族群                 | 人口數量       | 百分比         |
| -------------------- | -------------- | -------------- |
| 馬來西亞土著, 馬來人 | 320            | 19.23%         |
| 華人                 | 1,151          | 69.17%         |
| 印度人               | 115            | 6.91%          |
| 其他土著             | 9              | 0.54%          |
| 其他                 | 7              | 0.42%          |
| 非馬來西亞人         | 62             | 3.73%          |

## 設施

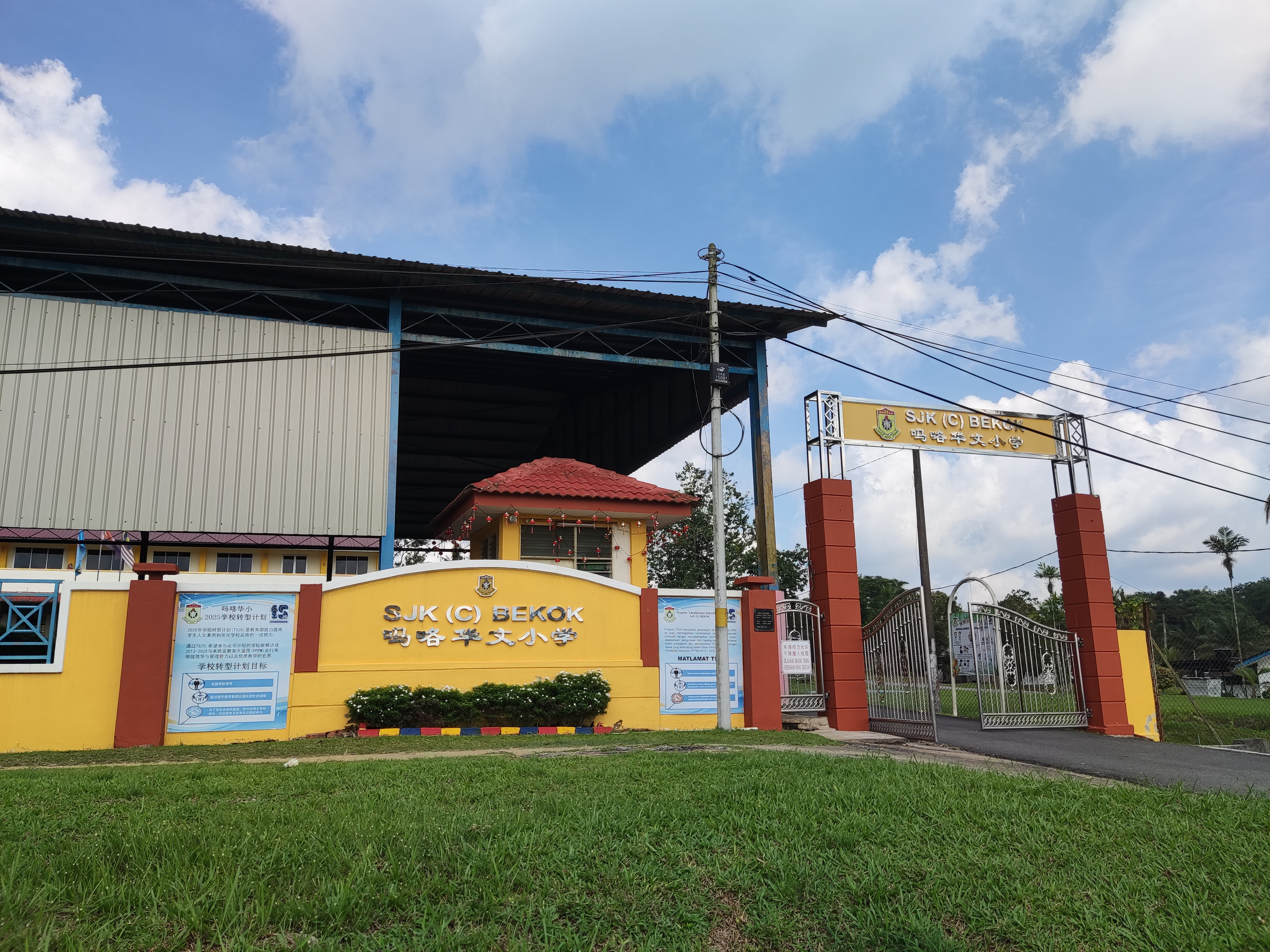
吗咯华小

### 教育
- 彼咯國中
- 斯里彼咯國小
- 甘榜古登國小
- 彼咯国民型淡米尔文小学
- 彼咯国民型华文小学

### 宗教
- 佳密彼咯清真寺（Masjid Jamek Bekok）

### 商業
- RHB銀行

## 交通
- 駕車沿J150國道到達[2]。
- 乘座馬來亞鐵道ETS（金馬士－新山中央）到彼咯火車站。[3]